# Islam au Cap-Vert
Dans la république du Cap-Vert, l'islam est une religion minoritaire, mais la petite communauté musulmane est en expansion. La plupart des musulmans sont des immigrants du Sénégal et d'autres pays voisins de l'île. Ils vivent du commerce, notamment pour les touristes.
D'après l'hebdomadaire cap-verdien A Semana, les musulmans célèbrent l'anniversaire de Mahomet.